# Česká fotbalová liga
Česká fotbalová liga (ČFL) je od sezóny 1993/94 společně s Moravskou fotbalovou ligou (MSFL) třetí nejvyšší fotbalovou soutěží v České republice. Je řízena Řídicí komisí pro Čechy.

## Herní systém
Hraje se každý rok od léta do podzimu, v zimě je soutěž přerušena a na jaře se hrají zbývající utkání. Obvykle se polovina předepsaných zápasů sehraje před přestávkou a zbývající polovina v jarní části.
Od sezóny 2019/2020 se soutěž skládá ze dvou skupin A a B. Každá skupina má 16 účastníků. Celkem bude mít ČFL 32 týmů. Změna souvisí s tím, že do třetí nejvyšší soutěže byla přesunuta B-mužstva prvoligových a druholigových týmů.
Každé mužstvo s každým soupeřem sehraje dvě utkání, a sice jednou na svém domácím hřišti a jednou na hřišti soupeřově. Od sezóny 2014/2015 do sezóny 2020/2021 se při nerozhodném stavu na konci utkání kopaly penalty a vítězné mužstvo z tohoto penaltového rozstřelu získalo bod navíc. Od sezóny 2021/2022 se však toto pravidlo zrušilo a za remízu si obě mužstva zapisují do tabulky jeden bod. Vítězem se stává tým s nejvyšším počtem bodů v tabulce.
Sezóna 2024/2025 se mimořádně rozšířila, tak že každá skupina má 17 účastníků.

### Postupující do vyšší soutěže
Do Národní ligy (2. nejvyšší soutěž) postupuje tým umístěný na prvním místě tabulky.

### Sestupující do nižší soutěže
Týmy ze dna tabulky sestupují do příslušné divizní skupiny: Divize A, Divize B nebo Divize C. Počet sestupivších týmů z České fotbalové ligy je závislý na počtu sestupujících ze 2. fotbalové ligy.
- Pokud ze 2. ligy sestoupí dva české kluby, pak z ČFL sestupují čtyři poslední týmy.
- Pokud ze 2. ligy sestoupí jeden český klub a jeden moravský, pak z ČFL sestupují tři poslední týmy.
- Pokud ze 2. ligy nesestoupí žádný český klub, ale dva moravské, pak z ČFL sestupují poslední dva týmy.

## Vítězové soutěže
| Ročník  | Vítězný tým                 |
| ------- | --------------------------- |
| 1991/92 | TJ LIAZ Jablonec nad Nisou  |
| 1992/93 | FK Chmel Blšany             |
| 1993/94 | FK Armaturka Ústí n.L.      |
| 1994/95 | SK Chrudim 1887             |
| 1995/96 | AFK Atlantic Lázně Bohdaneč |
| 1996/97 | SK Slavia Praha B           |
| 1997/98 | FK Mladá Boleslav           |
| 1998/99 | SK Spolana Neratovice       |
| 1999/00 | FC Chomutov                 |
| 2000/01 | FK Mogul Kolín              |
| 2001/02 | AC Sparta Praha B           |
| 2002/03 | TJ Tatran Prachatice        |
| 2003/04 | MFK Ústí nad Labem          |
| 2004/05 | FC Slovan Liberec B         |
| 2005/06 | FC Zenit Čáslav             |
| 2006/07 | FK Bohemians Praha          |
| 2007/08 | AC Sparta Praha B           |
| 2008/09 | FC Graffin Vlašim           |
| 2009/10 | FK Sezimovo Ústí            |
| 2010/11 | FK Bohemians Praha          |

| Ročník  | Vítězný tým                   |
| ------- | ----------------------------- |
| 2011/12 | MFK Chrudim                   |
| 2012/13 | FK Loko Vltavín               |
| 2013/14 | FK Kolín                      |
| 2014/15 | FK Bohemians Praha            |
| 2015/16 | SK Viktorie Jirny             |
| 2016/17 | SK Viktorie Jirny             |
| 2017/18 | MFK Chrudim                   |
| 2018/19 | FK Slavoj Vyšehrad            |
| 2019/20 | FC MAS Táborsko               |
| 2020/21 | předčasně ukončeno (Covid-19) |
| 2021/22 | SK Slavia Praha B             |
| 2022/23 | FK Viktoria Žižkov            |
| 2023/24 | SK Slavia Praha B             |
| 2024/25 | FK VIAGEM Ústí nad Labem      |

### Vícenásobní vítězové
- 3 – FK Ústí nad Labem (1993/94, 2003/04 a 2024/25)
- 3 – SK Slavia Praha B (1996/97, 2021/22 a 2023/24)
- 3 – FK Bohemians Praha (2006/07, 2010/11 a 2014/15)
- 2 – AC Sparta Praha B (2001/02 a 2007/08)
- 2 – FK Kolín (2000/01 a 2013/14)
- 2 – SK Viktorie Jirny (2015/16 a 2016/17)
- 2 – MFK Chrudim (2011/12 a 2017/18)